# Leonardo AW249
Der Leonardo AW249 Fenice (italienisch für Phönix) ist ein Kampfhubschrauber des italienischen Rüstungskonzerns Leonardo, der die Agusta A129 des italienischen Heeres ersetzen wird. Mit dem AW149 teilt er sich Getriebe, Rotorblätter und Teile des Triebwerks.

## Beschreibung
Im Vergleich zu seinem Vorgänger AW129 soll er überlebensfähiger sein, eine größere Offensivfähigkeit haben, für größere Autonomie gerüstet sein und die neuesten verfügbaren digitalen Kommunikations- und Gefechtsfeldmanagementsysteme nutzen.
Das Missionssystem wird serienmäßig in der Lage sein, unbemannte Luftfahrzeuge (UAV) fernzusteuern und zahlreiche Hilfsmittel zur Situationserkennung zu integrieren, um die Arbeitsbelastung des Piloten zu reduzieren und die Sicherheit zu erhöhen. Der AW249 soll über eine offene Architektur verfügen, die die Integration von Missionssystemen verschiedener Anbieter in die Bordavionik erleichtert.
Der AW249 soll mit elektrooptischen Gegenmaßnahmen und anderen Selbstverteidigungssystemen wie IR-Täuschkörper, dem Directed Infrared Counter Measures (DIRCM) ELT\577 QUIRIS, dem Radarwarnempfänger ELT\162 und Düppeln ausgestattet werden.
Leonardo stellt in Aussicht, dass der Hubschrauber schwerer zu orten sein wird als sein Vorgänger und sowohl über einen verringerten Radarquerschnitt als auch über eine unterdrückte Infrarotsignatur verfügen soll.
Darüber hinaus soll der AW249 geringere Betriebskosten aufweisen als die A129, was der Hersteller durch den Einsatz neuerer Technologie und Designverbesserungen erreichen will – aber auch durch Gleichteile und gemeinsame Baugruppen mit den Mehrzweckhubschraubern AW139 und seiner Militärversion dem AW149.
Auf Anforderung des italienischen Verteidigungsministeriums wurde besonderer Wert auf den Einbau verschiedener bewährter Systeme gelegt: So kommen etwa die in Lizenz produzierte 20-mm-Kinnkanone TM197B, das Toplite-Zielsystem und Panzerabwehrraketen der Spike-Lenkwaffenfamilie des israelischen Herstellers Rafael zum Einsatz; gegen Bedrohungen aus der Luft die bewährte und weitverbreitete FIM-92 Stinger-Rakete. Eine Waffenauswahl, die besonders im Hinblick auf zukünftige Entwicklungen aber auch Interoperabilität mit anderen europäischen oder NATO-Streitkräften von Vorteil sein dürfte.

## Entwicklungsstand
Im Januar 2017 vergab die italienische Armee einen Auftrag im Wert von 487 Millionen Euro (515 Millionen US-Dollar) an Leonardo S.p.A. für die Entwicklung eines Nachfolgers des bewährten Kampfhubschraubers Agusta A129 Mangusta.
Auf der Dubai Airshow im November 2017 gab Leonardo an, aktiv nach Partnern für eine Zusammenarbeit beim AW249-Projekt zu suchen; ein spekulierter Kandidat war die staatliche Turkish Aerospace Industries, die separat ihren eigenen Nachfolger des von Mangusta abgeleiteten TAI T129 Atak-Hubschraubers entwickelt, der als TAI T929 Atak 2 bezeichnet wird. Im Juli 2018 unterzeichneten Leonardo und die Polish Armaments Group eine Absichtserklärung über die Zusammenarbeit bei der Lieferung des AW249 für das polnische Kruk-Kampfhubschrauberprogramm und spekulierten über die Nutzung ihrer Tochtergesellschaft PZL-Świdnik für die lokale Produktion von Teilen des Drehflüglers. Die Zusammenarbeit könnte mehrere Aspekte des AW249 umfassen, darunter die Entwicklung, Herstellung und den Lebenszyklus-Support.
Im Juli 2023 existierten 5 Prototypen, die im Flug getestet und an denen die Systemintegration durchgeführt und erprobt wurde.
Aufgrund der Abgabe von Mil Mi24-Hubschraubern an die Ukraine während des russisch-ukrainischen Krieges sieht das polnische Verteidigungsministerium die Beschaffung von Kampfhubschraubern AH1 Viper oder AH64 Apache aus amerikanischer Fertigung vor. Somit ist die Beschaffung oder weitere Unterstützung der AW249 durch Polen unklar. Dafür zeigte Ungarn im Frühling 2023 Interesse, auch Rumänien und Deutschland (Ersatz des Eurocopter Tiger) werden als mögliche Kunden gehandelt.
Im Juni 2024 wurde die Fenice zum ersten Mal an der Waffenmesse Eurosatory in Paris vorgestellt.

## Technische Daten
| Kenngröße             | Daten                                                          |
| --------------------- | -------------------------------------------------------------- |
| Besatzung             | 2                                                              |
| Länge über alles      | 17,63 m                                                        |
| Höhe über alles       | 4,26 m                                                         |
| Breite über alles     | 4,26 m                                                         |
| Hauptrotordurchmesser | 14,60 m                                                        |
| Zuladung              | 2800 kg                                                        |
| max. Startmasse       | 8300 kg                                                        |
| Triebwerk             | 2 × Gasturbine General Electric CT7-8E6, je 1900 kW (2500 WPS) |
| Marschgeschwindigkeit | 155 kn (ca. 290 km/h)                                          |
| max. Reichweite       | 430 NM (ca. 800 km)                                            |
| max. Flugdauer        | 4:05 h                                                         |
| Dienstgipfelhöhe      | 20.000 ft (ca. 6.100 m)                                        |

## Typische Bewaffnung

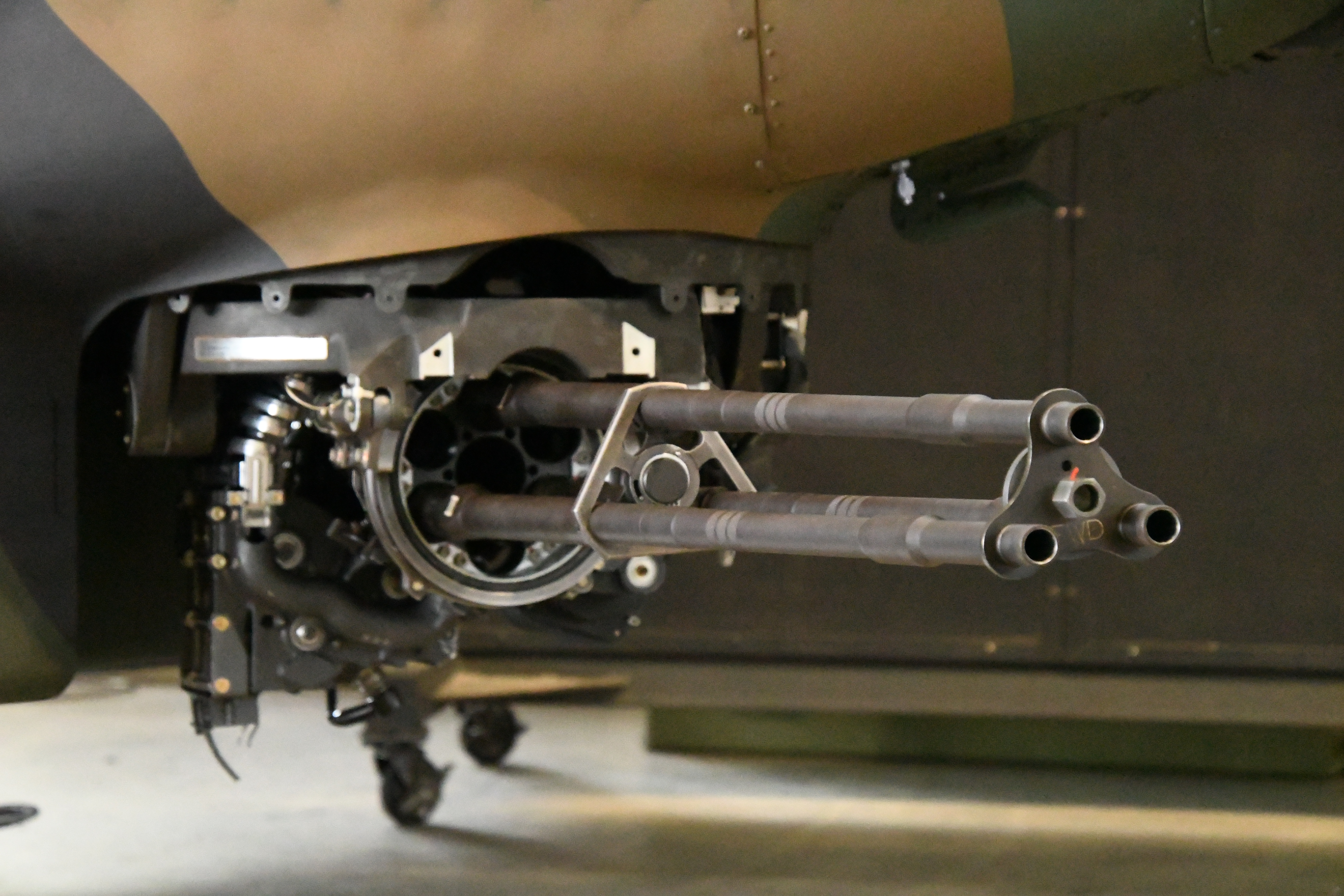
20-mm-Maschinenkanone M197

- eine 3-läufige 20-mm-Gatlingkanone vom Typ TM-197B in einem schwenkbaren Kinnturm am unteren Rumpf vor dem Cockpit
- Panzerabwehrrakete: Spike
- Luft-Luft-Raketen: FIM-92 an den Spitzen der Stummelflügel
- 4 Waffenpylone für Panzerabwehrlenkwaffen, Zusatztanks, ungelenkte 70-mm-Raketen oder sonstiges Zubehör unter den Stummelflügeln[9]